# 湯野浜温泉駅
湯野浜温泉駅（ゆのはまおんせんえき）は、山形県鶴岡市湯野浜にあった、庄内交通湯野浜線の駅（廃駅）である。湯野浜線の終着駅。同線廃止に伴い1975年（昭和50年）4月1日に廃止された。

## 歴史
- 1929年（昭和4年）12月8日：庄内電気鉄道の駅として仮駅が開業。
- 1930年（昭和5年）5月8日：延伸の上で正式駅に移転。仮駅を廃止。
- 1934年（昭和9年）5月14日：庄内電鉄の駅となる。
- 1943年（昭和18年）10月1日：庄内交通の駅となる。
- 1967年（昭和42年）2月25日：駅舎全面改築[1]。
- 1975年（昭和50年）4月1日：廃止。

## 駅構造
島式ホーム1面2線の地上駅で、貨物側線があった。コンクリート製の駅舎を併設していた。

## 駅周辺
- 湯野浜郵便局
- 鶴岡市立湯野浜小学校
- 乗慶院
- 湯野浜温泉
- 湯野浜海水浴場
- 庄内砂丘
- 湯の浜カントリークラブ

## 跡地
湯野浜コミュニティセンター・湯野浜温泉下区公衆浴場・観光案内所・バス待合所を併設した湯野浜振興センターとなっている。善宝寺駅までの線路跡はサイクリングロードとなった。

## ロケに関して
- 映画『成熟』（1971年、関根恵子、篠田三郎主演、湯浅憲明監督）で湯野浜温泉駅構内と電車内、テレビドラマ『走れ!ケー100』 第30回「それ行け登れ！二千段 山形の巻」（1973年、大野しげひさ主演）で湯野浜温泉駅前でロケ撮影が行われた。共にDVD化されている。

## 隣の駅
庄内交通
湯野浜線
七窪駅 - 湯野浜温泉駅